# Eunidia subpygmaea
Eunidia subpygmaea là một loài bọ cánh cứng trong họ Cerambycidae.